# Пенджабская полёвка
Пенджабская полёвка (лат. Hyperacrius wynnei) — азиатский грызун из рода кашмирских полёвок. Эндемик Пакистана и Индии.

## Систематика
Вид впервые описан в 1881 году У. Т. Бланфордом и причислен к роду Arvicola. Видовое название получил в честь британского учёного-геолога А. Б. Уинна, предоставившего типовой экземпляр. Некоторое время классифицировался как представитель рода Microtus, но с 1920-х годов рассматривается как вид кашмирских полёвок Hyperacrius.
В конце 1960-х годов было предложено рассматривать представителей вида, обитающих к востоку и к западу от Инда как два разных подвида — более крупный и темноокрашенный номинативный подвид H. w. wynnei и более мелкий и светлый H. w. traubi, названный в честь энтомолога Р. Трауба. В дальнейшем, однако, это разделение на подвиды не было поддержано другими авторами.

## Внешний вид и образ жизни
H. wynnei — более крупный из двух видов кашмирских полёвок. У более крупной восточной популяции общая средняя длина тела 14,7 см, хвоста — 3,2 см. Голова крупная, с короткой и широкой мордой, надбровные дуги умеренно развиты, межтеменная кость почти прямоугольная. Западная популяция несколько мельче — средняя общая длина тела 13,9 см — и с меньшими относительными размерами черепа. Мех длинный, мягкий, лоснящийся. Верхняя часть тела окрашена в тёмные тона (от тёмно-коричневого до чёрного), нижняя светлее — тёмно-серая с коричневатыми кончиками волос у восточной популяции, серая с охристыми кончиками волос у западной. Помимо размеров и характера шерсти, H. wynnei морфологически отличается от второго вида кашмирских полёвок, H. fertilis, строением бакулюма, который у H. wynnei короткий и тяжёлый, имеет длину 2,5 мм, ширину у основания 1,5 мм и луковицеобразное утолщение на дальнем конце.
H. wynnei — ночной и сумеречный грызун, ведущий общественный образ жизни. Проживает в норах в хвойных лесах и на вырубках.

## Ареал и охранный статус
Ареал вида ограничен склонами Гималаев в Пакистане (Марри в провинции Пенджаб и несколько отдельных локаций в провинции Хайбер-Пахтунхва) и Индии (территория бывшего штата Джамму и Кашмир). Встречается на высотах от 1800 до 3000 метров над уровнем моря в хвойных лесах умеренного пояса (H. fertilis встречается на бо́льших высотах на альпийских лугах).
Несмотря на ограниченность ареала, Красная книга рассматривает Hyperacrius wynnei в целом как вид под наименьшей угрозой. Хотя точная численность вида неизвестна, он оценивается как многочисленный и не предвидится возникновения обстоятельств, при которых угроза его существованию будет оценена как более высокая. При этом в отдельных регионах существованию вида может угрожать интенсивная сельскохозяйственная деятельность, в частности расширение площади яблоневых садов и картофельных плантаций.